# Tux Paint
Tux Paint是一个主要面对少年儿童的位图绘图软件，程序使用C语言开发，使用各种自由软件库主要是SDL。
除了Linux和各种BSD，此软件还支持Microsoft Windows，Apple Mac OS X，BeOS。
软件可以从GCompris中调用，另外，有专门的stamp图章包，含有各式各样的图片，部分附带声效。